# منصور إبراهيم
محمد منصور محمد إبراهيم (من مواليد 28 تشرين الأول / أكتوبر 1965) ويُعرف أختصارًا باسم M. M. M. Mansoor هو سياسي سريلانكي وعضو حالي في البرلمان ممثلًا عن مقاطعة امبارا. دخل ضمار التنافس الانتخابي مرشحًا عن الحزب الوطني المتحد وتم انتخابه عضوًا في البرلمان في 17 أغسطس 2015. وكان في الأصل هو عضوًا في الكونغرس المسلم السريلانكي.